# Proceso R

La tabla periódica que muestra el origen cosmogénico de cada elemento. Los elementos más pesados que el hierro con orígenes en supernovas son típicamente los producidos por el proceso r, que es alimentado por explosiones de neutrones de supernovas.

El proceso de captura de neutrones rápidos o Proceso R es un conjunto de reacciones en astrofísica nuclear que son responsables de la creación (nucleosíntesis) de aproximadamente la mitad de los núcleos atómicos más pesados que el hierro.
Este proceso implica una sucesión de capturas de neutrones rápidos (de ahí el nombre) por núcleos de semillas pesados, que típicamente comienzan con 56Fe. Las capturas deben ser rápidas en el sentido de que el núcleo no tiene tiempo de sufrir una desintegración radiactiva antes de que llegue otro neutrón para ser capturado. Por lo tanto, el proceso r ocurre en lugares donde hay una alta densidad de neutrones libres. Estos incluyen el material expulsado de una supernova de colapso del núcleo (como parte de la nucleosíntesis de la supernova) y la descompresión de la materia rica en neutrones arrojada de una kilonova (fusión de estrellas de neutrones). La contribución relativa de estas y otras fuentes a la abundancia astrofísica de los elementos del proceso r es una cuestión de investigación en curso.
El proceso r también ocurre en menor medida en las explosiones de armas termonucleares. Esto condujo al descubrimiento de los elementos einstenio (elemento 99) y fermio (elemento 100) en la caída de armas nucleares.
El proceso r se distingue del proceso-s, el otro mecanismo predominante para la producción de elementos pesados, que es la nucleosíntesis por medio de capturas lentas de neutrones. El proceso-s se produce principalmente dentro de las estrellas, particularmente las estrellas AGB, donde el flujo de neutrones es suficiente para causar reacciones, pero demasiado bajo para el proceso r. El proceso s es secundario, lo que significa que requiere isótopos pesados preexistentes como núcleos de semillas para convertirse en otros núcleos pesados. Tomados en conjunto, los procesos r y s representan la mayoría de la evolución de la abundancia de elementos más pesados que el hierro.

## Sitios astrofísicos
Los sitios candidatos más probables para el proceso r se han sugerido por mucho tiempo como supernovae de colapso del núcleo (tipos espectrales Ib, Ic y II), que pueden proporcionar las condiciones físicas necesarias para el proceso r. Sin embargo, la escasez de núcleos de proceso r requiere que solo una pequeña fracción de supernovas expulse núcleos de proceso r al medio interestelar o que cada supernova expulse solo una cantidad muy pequeña de material de proceso r. Además, el material eyectado debe ser relativamente rico en neutrones, una condición que ha sido difícil de lograr en los modelos.